# 키스해주세요
《키스해주세요》는 매주 수요일 한지혜, 산다하가 다음 웹툰에서 연재하는 웹툰이다. 2020년 2월 26일에 시즌 1이 완결되었다.